# 萩原守一
萩原 守一（はぎわら もりいち／しゅいち、1868年3月20日〈慶応4年2月27日〉 - 1911年〈明治44年〉5月25日または5月26日）は、明治時代の日本の外交官。位階および勲等は従四位・勲三等。旧姓は石川。

## 生涯
長門国豊浦郡宇賀村（現在の山口県下関市）に生まれる。兄は石川耐蔵。
1893年（明治26年）、萩原明輔の後を継ぎ、萩原に改姓。
1895年（明治28年）7月、帝国大学法科大学法律学科を卒業。同年9月、外交官及領事官試験に合格し外務省に入省して、外交官となった。
1897年からドイツ帝国公使館に勤務する。その後ベルギー、大韓帝国、清、アメリカ合衆国の公使館で書記官を務めた。1906年に奉天総領事館の総領事となる。
1908年（明治41年）に外務省通商局長に就任した。
1911年5月、胃癌により死去した。